# Tat'jana Sidorova
Tat'jana Aleksandrovna Sidorova (in russo Татьяна Александровна Сидорова?; Čeljabinsk, 25 luglio 1936) è un'ex pattinatrice di velocità su ghiaccio sovietica, dal 1991 russa.

## Carriera
In carriera vinse la sua più prestigiosa medaglia nei 500 m alle Olimpiadi di Innsbruck 1964, dove giunse terza.

## Palmarès

### Olimpiadi
- 1 medaglia:
  - 1 bronzo (500 m a Innsbruck 1964).